# Triestina Hockey 1976
Questa voce raccoglie le informazioni riguardanti l'Unione Sportiva Triestina Hockey nelle competizioni ufficiali della stagione 1976.

## Maglie e sponsor
| 1ª divisa |

## Rosa
| N° | Naz.              | Ruolo | Sportivo |  |  |  |
| -- | ----------------- | ----- | -------- |  |  |  |
| ?  | Italia (bandiera) | E     | Basico   |  |  |  |
| ?  | Italia (bandiera) | E     | Burolo   |  |  |  |
| ?  | Italia (bandiera) | E     | Farnec   |  |  |  |
| ?  | Italia (bandiera) | P     | Gerbot   |  |  |  |
| ?  | Italia (bandiera) | E     | Nocera   |  |  |  |
| ?  | Italia (bandiera) | E     | Ritossa  |  |  |  |
| ?  | Italia (bandiera) | E     | Selluga  |  |  |  |

- Allenatore: ?